# Guerra Peru–Bolívia de 1841–1842
A Guerra Peru–Bolívia ou Guerra Peruano-Boliviana foi um confronto bélico entre o Peru e a Bolívia nos anos de 1841 e 1842.
Em 1841, Agustín Gamarra, presidente do Peru, tentou anexar a Bolívia (a antiga Real Audiência de Charcas colonial), o que custou a vida do presidente peruano em 18 de novembro de 1841 na Batalha de Ingavi. O Exército Boliviano, sob o comando do General José Ballivián, ocupou as províncias peruanas de Moquegua, Puno, Tarapacá, Tacna e Arica.
A expulsão das tropas bolivianas do sul do Peru seria alcançada através do aumento da disponibilidade de recursos materiais e humanos no Peru. No final da guerra, o Tratado de Puno foi assinado em 7 de junho de 1842.